# Phaio cephalena
Phaio cephalena är en fjärilsart som beskrevs av Druce 1883. Phaio cephalena ingår i släktet Phaio och familjen björnspinnare. Inga underarter finns listade i Catalogue of Life.